# Aizecourt-le-Bas
Aizecourt-le-Bas är en kommun i departementet Somme i regionen Hauts-de-France i norra Frankrike. Kommunen ligger i kantonen Roisel som tillhör arrondissementet Péronne. År 2022 hade Aizecourt-le-Bas 65 invånare.

## Befolkningsutveckling
Antalet invånare i kommunen Aizecourt-le-Bas
| Referens: INSEE |